# 八丈島事件
| 年     | 月日     | 事柄                                                        |
| ------ | -------- | ----------------------------------------------------------- |
| 1946年 | 04月初頭 | 事件発生。                                                  |
|        | 07月06日 | AとB、検束される。                                          |
|        | 09月07日 | 予審請求。                                                  |
|        | 12月27日 | 予審終了。AとBの起訴が決定。                                |
| 1948年 | 01月26日 | 東京地裁での一審終了。 Aに懲役8年、Bに懲役3年の有罪判決。   |
| 1951年 | 06月02日 | 東京高裁での控訴審終了。 Aに懲役8年、Bに懲役3年の有罪判決。 |
| 1957年 | 07月19日 | 最高裁が破棄自判によりAとBに無罪判決。                      |

八丈島事件（はちじょうじまじけん）は、1946年（昭和21年）に東京都八丈島で発生した強姦殺人事件である。
1946年4月、八丈島の三根村で老女が姦淫の末に絞殺されているのが発見された。八丈島警察署による捜査の結果、島民のAとBが容疑者として浮上し、八丈島署は2人を不法に留置して取調べた。その結果2人は犯行を自白し、それのみを証拠として起訴された。しかし、予審と公判の段階で2人は自白を撤回して無実を訴え、自白は八丈島署による拷問の結果である、と主張するようになった。
一審の東京地裁と控訴審の東京高裁はともに2人の無罪主張を退け、Aに懲役8年、Bに懲役3年の有罪判決を下した。しかし、1957年（昭和32年）の上告審判決において最高裁は、2人の自白の不自然な変遷や捜査員の証言に基づいてAに対する拷問を事実と認定。知的障害者であるBの自白にも捜査員の誘導を認め、2人の自白を退けて両者に破棄自判による無罪判決を言い渡した。
事件が冤罪と認められた後、Aは国家賠償請求訴訟を提起したが、請求は一審と控訴審でともに棄却されている。

## 事件と初動捜査
1946年（昭和21年）4月6日、東京都八丈島三根村で、66歳の独居女性Cが自宅で死亡しているのを近隣住民Dが発見した。Cの遺体には姦淫された形跡があり、その頸部には真田紐が巻き付けられていた。さらに、遺体はきちんと畳んで重ねられた布団の間に隠され、その他小物に至るまで現場の状況は整然としていた。しかし、現場には座布団が被せられた石油灯ランプも転がっていた。現場に物色された形跡はなく、Cは周囲から恨みを買うような人物でもなかった。また、Cは身綺麗で年齢よりもかなり若く見られていたため、八丈島警察署は姦淫目的での犯行と見て捜査を開始した。
しかし、現場には指紋も足跡もなく、唯一の物証である真田紐もありふれた軍用ヘルメットからの放出品であり、捜査は難航した。警察から検案を嘱託された島の開業医は、顕微鏡すらない環境で遺体の検案を行い、Cは4月4日22時頃に死亡したと鑑定した。しかしその根拠は、死後硬直の解硬と死斑の程度から見て死後2、3日経っており、また姦淫であるから犯行は夜間であろう、という曖昧なものに過ぎなかった。さらに、検案の翌日7日にはDとその次女が「3日夜にCを家に招いておいたのに現れなかった」「C宅は4日朝から遺体発見まで雨戸を閉め切っていた」と証言したため、捜査主任の渡部定義警部補は検案書の死亡推定時刻を3日22時頃と訂正させた。
やがて捜査の目は戦時中八丈島に駐屯していた陸軍向田部隊の関係者に向かい、何人もの元兵士が取調べを受けた。6月9日には東京大学医学部法医学教室助手の松永英らが島に入り、同月15日には警視庁本庁刑事部捜査一課からE、峰岸演二両巡査部長を始めとした捜査陣も投入された。その後、7月25日の松永らによる再鑑定の結果、遺体の膣内に残された内容物の血液型はA型の反応を示した。また、松永らはCが食後およそ1時間以内に殺害されたとも鑑定している。

## 検挙
事件からおよそ3か月が経過した7月5日、Dが捜査員に対して次のような証言を行った。すなわち、Dの従甥であるA（当時22歳・向田部隊の元軍属）が、C宅に無理矢理泊まり込んで迷惑しているという愚痴を、DはCから聞かされていたという。当局はこの証言に基づき、翌6日早朝にAを検束。さらに、同日13時頃にAの幼馴染であるB（当時21歳の知的障害者・元軍需物資集積所監視員）の自宅に出向いたEらが「正直に言え、言わなければ警察に引っ張っていく」と問い詰めたところ、Bはその場で、AとともにCを強姦・殺害したことを自白した。AとBの血液型はともにA型であった。
このようにA、B両名は7月6日に八丈島署に検束されたが、これは行政執行法第1条のみに基づく留置であり、旧刑事訴訟法の定める逮捕状請求手続きも起訴前身柄拘束の規定も無視している。八丈島署での調べは、Aは同月23日に、Bは31日に終了している。にもかかわらず、2人に対する令状なしの不法留置は、2人が翌8月29日に警視庁本庁留置場に移送され、翌30日に勾留状発効によって東京拘置所に勾留されるまで続いた。

## 争点
2人は本庁に移送された後、9月7日の予審請求から12月27日の予審結審を経て、東京地裁第七刑事部に住居侵入罪と強姦致死罪で起訴されている。だが、当初犯行を自白していた2人は、Aは予審から、Bは翌1947年（昭和22年）5月の一審公判から自白を撤回して無実を訴えるようになった。本件には2人の自白以外の証拠がなく、審理での争点は自白の任意性に収束した。

### 自白の変遷
しかし、7月6日の検束以来、警察、予審判事と検事による2人の取調べで作成された多数の調書には、自白の内容や認否も含めて激しい転変が認められる。

#### Aの供述
まず、Aは検束当日の7月6日に、第1回聴取書において自身単独での「4日某日」の犯行を自白している。にもかかわらずこの聴取書は「永い間お手数をかけて済みません」との文言で始まっており、A当人も後に、第1回聴取書は6日ではなく8日に作成されたものであると主張している。翌7日の第2回聴取書の内容は第1回と同じく単独犯行であったが、8日の第3回聴取書においては「Bと共犯で3日夜に犯行に及んだ」と変化した。
この「3日夜の犯行」という筋書きは当局の見立てに沿うものであったが、取調中の7月15日になって、Dの長女がまったく新たな証言を行っている。すなわち、Dの長女は4月4日の朝8時か9時頃にC宅を訪れ、雨戸の隙間からCを目撃して会話もしたというのである。そして、この証言によってCの3日夜の生存が確認された直後、翌7月16日に作成されたAの第7回聴取書においても、犯行日は4日へと変化している。またこの変化は、「3日の夕食後にA宅でAとともに就寝した」という、Aの知人によるアリバイ証言が挙がった直後のことでもあった。

#### Bの供述
Bは7月6日に自宅で犯行を自白した後、同日の八丈島署での取調べでも詳細に犯行を再演し、一度行っただけの現場の見取り図も正確に描いたとされる。しかしその図面は訴訟記録にはなく、刑事の一人も予審判事に対し、この自白は「シドロモドロでピンと来るものがなかつた」と証言している。一方、Bは予審判事の前では現場の状況とほぼ一致する見取り図を書いてもいる。
しかし、Bは7月6日から9月7日の検事調べまで自白を維持したが、7月7日の第3回聴取書までは「4月3日夜の犯行」と供述していたのを、やはりCの生存が確認された後の7月25日の第4回聴取書から「4月4日夜の犯行」へと変更している。また、第3回聴取書においてBは、犯行を絞殺ではなく扼殺と供述している。
さらにBは、9月21日の予審第1回訊問調書では否認、10月30日の第2回調書ではAによる単独犯行を自白、12月3日の第3回・第4回調書では再度否認、12月18日の第5回調書では再度自白と、その内容を激しく転変させている。さらに、この第2回調書での自白は予審判事が「ランプにお前の指紋が付いている」との偽計を用いて引き出したものであり、犯行日も第2回調書では再び4月3日となったが、第5回調書では4日に戻っている。
予審判事に命じられて11月25日にBの精神鑑定を実施した精神医学者の菊地甚一は、次のように述べてB供述の証拠能力に疑問を呈している。

### 拷問の訴え
本庁移送後、Aは8月30日の予審判事に対する勾留訊問調書と検事による取調べでも犯行を認めたが、9月20日の予審第1回訊問からは一貫して犯行を否認するようになった。自白を撤回したAは、取調べの際に激しい拷問を受け続けたために嘘の自白をしたのである、と主張した。
Aは公判で、八丈島署での取調べについてこのように述べ、本庁移送後も自白を維持したのは、留置場では「牢名主」を自認する同房者から脅迫を受けたためである、と主張した。
これに対し、八丈島署の給仕係、署の向かいの住人、そして署のそばを通りかかった通行人の3人も「署からAの泣き声が聞こえてきた」と証言している。また本庁留置場の「牢名主」らも、Aを10回から15回ビンタしたことを認めている。さらに、Aの検事に対する自白は、Aを拷問したとされる渡部捜査主任立会いの下で行われている。加えて、予審判事の調べに対しEは「逃亡を防ぐため後手に縛り坐らせた。その時、私も峰岸部長も、手で〔A〕にビンタを喰わしたり、胸を押したようなことはあるが、太股を蹴つたようなことはない」と述べており、峰岸も「道場に坐らせ後ろ手で縛つたことは間違いない」「横ビンタを喰わしたにとどまり太股を蹴つたことはない」と述べ、Aに暴力を振るったことを認めている。
ところが控訴審になると、Eは「本当の事をいえといつて頭をなでる程度の事はしました」「〔Aは〕涙を出した事はありますが声を出した事はありません」「〔A〕に手をつけたことはありましたがそれはビンタという程度のものではありませんでした」として証言を後退させ、ビンタ云々は予審判事の聞き間違いであると主張するようになった。
一審以来無実を主張するようになったBもまた、「渡部主任から詳しく云えといつて頬ぺたを殴られた」と述べている。本庁移送後の調べについても、「やつたといえば島に帰してくれると思い、嘘の自白をした。又、予審第二回の調べのとき、やつたといつたのは予審判事から島に早く帰すからやつたならやつたといえといわれたからであり、その後保釈されてから予審第五回の調べのときは、否認すると島に帰れないようになると思つて嘘の自白をした」と主張している。
またAとBは、自分たちには警官も予審判事も検事も区別が付かず、否認すれば拷問が続くと思って本庁でも自白を維持した、と述べている。

### Aの犯人性について
Aには「Cが家に泊まり込まれて迷惑がっていた」という証言の他にも、
- 最初に関係を持ったのは82歳の自身の祖母であった[16]
- 生前のCにタバコを与えており[注 3]、事件後はCに対して100円という多額の香典を出そうとした[注 4]
- 「Cが自殺したことにならないと自分が調べられて困る」と周囲に漏らし、捜査の進展にも興味を持っていた
- 復員軍人風の男が島を徘徊しているという風評を流し、ある元兵士が犯人であると触れ回っていた

などの点で犯人と疑われる部分があった。
これらについて弁護側は、AがC宅に泊まったのは事件の1年前の1度きりである、と訴えた。香典の件についても、島では1946年4月末に新円切替を控えており、間もなく価値がなくなる旧円を抱えていたAが酒の勢いで放言したに過ぎない、と主張し、他の点についても問題とするには足りない、と主張した。そして、当時捜査の目は向田部隊の関係者に向いていたのであって、Aも自身が取調べられることは予想していたにもかかわらず、Bとの口裏合わせや裏工作を行った形跡もない、と訴えている。

### 第3の容疑者
上のように、事件後にAは、C殺害の犯人は向田部隊に所属していたある復員兵である、と周囲に触れ回っていた。この復員兵はかつて部隊がC宅付近で演習を行った関係でCと面識があり、さらに79歳の女性を強姦した前科があった。そして、その血液型もA型であった。
この復員兵は7月5日の警察の調べに対しては、4月3日は7時頃から17時半頃まで物資監視所で働き、その後帰宅して知人とともに就寝したと述べていた。しかし10月15日の予審判事の調べに対しては、3日は9時頃に大賀郷村まで物を届け、その後三根村で散髪して13時頃に再び大賀郷村に向かい、14時頃に帰宅した、と供述を変化させている。4日のアリバイは、警察に対しては終日在宅と述べ、予審判事に対しては供述していない。しかし、その同居人や届け物の相手は、復員兵と会ったのは4日のことであったと証言している。この不徹底な捜査にもかかわらず復員兵は釈放され、その後八丈島を後にしている。
以上の不審な点から、弁護側はこの復員兵が事件の真犯人である、と法廷で訴えている。

### その他の争点
Bは予審において、転変の末に「犯行の際にランプを倒してしまったので、座布団を被せて火を消した」と供述している。にもかかわらず畳には焦げ跡がまったくなく、そもそも点火に必要なはずのマッチも現場から発見されていない。この点から弁護側は、ランプは犯行が夜間であると偽装するための真犯人の工作である、と主張している。
また、Bは「犯行後は手探りで履物を探して出た」とも供述しているが、現場は履物はもちろんCの老眼鏡や着替えなど、小物に至るまでが整然とした状態であった。しかも現場には窓が一つあるだけで、周囲には街灯もない。当時の月齢は1.9に過ぎず、犯行が夜間の暗闇で行われたにしては現場の状況が整い過ぎている。さらにCは毎朝食事の用意をする習慣があったが、台所の釜には粥が5合も残されており、朝昼晩と3食食べたにしては多過ぎる。加えて、Cは必ず日没後すぐに入浴して着替える習慣があったが、その遺体は仕事着のままであった。
以上のことから弁護側は、犯行はCの4月4日の昼食後であると主張した。そして、Aは4月4日に朝食後病院へ行き、通りがかりのトラックに島の巡査と同乗して帰宅しているのであるから、Aにはアリバイが成立していると訴えた。

## 刑事裁判

### 一審・控訴審判決
しかし、1948年（昭和23年）1月26日に東京地裁第七刑事部が言い渡したのは、Aに対し懲役8年、Bに対し懲役3年の有罪判決であった。
弁護側は直ちに東京高裁へ控訴するとともに、東京人権擁護局へ八丈島署での拷問を訴えた。しかし、1951年（昭和26年）6月2日に高裁第一〇刑事部が言い渡したのも、やはり懲役8年および3年の有罪判決であった。さらに、同時期には東京人権擁護局が、八丈島署での取調べに際して強制・拷問・暴行の事実は認められない、と結論した。
一審・控訴審判決はともに、住居侵入と強姦致死を牽連犯として強姦致死罪を選択し、またBには心神耗弱を認めて減刑している。一審判決は証拠として2人の予審判事、検事と「牢名主」に対する自白、そしてAの犯人性が疑われる行動の数々を採用し、控訴審はそれに加えてEの公判廷での供述も証拠採用している。犯行日時については、一審判決は「4月4日19時30分頃」と認定し、控訴審判決は「4月4日頃の夜」として特定すらしていない。

### 上告審判決
しかし、1957年（昭和32年）7月19日の上告審判決において、小谷勝重が指揮する最高裁第二小法廷は、全員一致でAとBに対し破棄自判による無罪判決を言い渡した。
上告審判決は、Eと峰岸が予審判事に対して取調べでの暴力を認めている点、そして3人の証人が八丈島署からの泣き声を聞いている点を挙げ、Aの自白は「暴力による肉体的苦痛を伴う取調の結果されたものであり、同被告人の任意に基づくものとは到底認めることができない」とした。そして、確かにAは予審判事と検事からは強制的な取調べを受けてはいないものの、刑訴応急措置法（一審係属中に施行）すらない時代に、その直前まで警察から不法留置と拷問による取調べを受けていたのであるから、予審判事と検事に対する自白もまた任意性に疑いを抱かざるを得ない、とした。
判決はBの自白についても、捜査員の意思に迎合した疑いがある、としてその信用性を否定し、また7月6日以来AとBは「4月3日夜の犯行」と自白していたにもかかわらず、7月15日にCの4日朝の生存が確認された直後から「4日夜の犯行」へと自白を変化させている点にも、捜査員の作為と予断を認めている。
この判例は、拷問による取調べの後になされた自白の証拠能力を否定する同小法廷の判例を踏襲している。しかし、本件は任意性が疑わしい自白の証拠能力に定めがない旧刑訴法・刑訴応急措置法時代の事件にもかかわらず、審理不尽を理由とした破棄差戻しの必要なく、直ちに証拠能力を否定して自判を認めたことにより、人権擁護の観点から画期的な判例となっている。またこれによって、旧法事件の上告審が刑訴法第411条を発動した場合の法解釈上の不備も解消されることとなった。

## 無罪判決後
最高裁での無罪判決が確定したAとBは、それぞれ16万円の刑事補償を受け取った。しかし、判決までの10年以上の歳月の間に、泣き暮らしたAの母は目の手術を3回受け、姉は離婚を余儀なくされ、弟は発狂していた。
一方、元警視庁警視の成智英雄は当時の捜査員について、渡部については「高潔な人格者で、自白を強いるような激しい性格の持主ではない。静かにじっくり物事を考えて、合理的に片ずけて〔ママ〕ゆくという気の長い地味な人柄」、Eについては「親切で思いやりがあって、多くの凶悪犯人に、親のように慕われていて、大きな声も出さないような稀にみる温厚な捜査官」と評し、彼らによる拷問の可能性を完全に否定している。
成智は2人の逆転無罪に異を唱えるのみならず、八丈島署による2人の不法留置についても、1か所しかない東京地裁に都内90の警察署から毎日何百本もの令状請求をすることは事実上不可能である、とした。そして、行政執行法第1条のみによる不法留置は数十年の間慣行として全国で認められていた、としてこれを正当化し、もし2人と同様に新刑訴法施行以前の囚人・前科者全員に補償金を支払えば国家は破産してしまう、とも述べている。
なお、事件後に渡部は本庁公安一課一係長（警視）に、Eは捜査一課主任（警部補）に栄転している（峰岸はその後退職）。

## 国家賠償請求訴訟
その後Aは、不法留置と拷問を行った八丈島署、それを見過ごして予審請求を行った検事と起訴決定をした予審判事、有罪判決を下した一審・控訴審裁判所の違法行為と過失を訴え、534万円余りの国家賠償を求めて国を提訴した。
これに対し被告となった国側は、八丈島署による2人の検束は行政執行法に基づく正当なものである、と訴えた。また、2人は検事と予審判事に対しても自白を維持していたのであり、その予審請求や起訴決定にも過失は存在しない、と反論した。そして、公判に提出されていた各証拠や拷問を否定するEの証言を勘案すれば、一審・控訴審裁判所にも経験則に照らして有罪判決を下したことに違法・過失はない、とした。
法律論として原告側は、八丈島署から控訴審裁判所に至るまでの一連の不法行為は不可分なものであり、その途中（1947年10月27日）に施行された国家賠償法も全体に渡って適用される、とした。また、仮に一連の不法行為を別個のものと解釈するにせよ、国は民法第715条の定める使用者責任を免れ得ない。また、損害賠償請求権は原告に対する侵害がなくなった上告審判決日から進行するため、時効も成立しない。何よりも、基本的人権の尊重を謳うポツダム宣言の受諾を1945年（昭和20年）9月2日に宣示した「降伏文書調印に関する詔書」以来、国家無問責の原則はもはや存在し得ない、と主張した。
対する国側は、八丈島署から控訴審裁判所までの公務員の行為はそれぞれ別個であり、国賠法施行以前の警官・検事・予審判事の行為に対しては賠償義務はない。また、時効は原告が加害者を認識した1946年7月8日から3年後に成立している。ポツダム宣言についても、その受諾から直ちに国内法に変化をきたし、公務員の違法行為について民法第715条が適用されるということもない、と反論した。

### 国賠一審判決
1969年（昭和44年）3月11日、東京地裁第二六民事部の杉本良吉裁判長は、「原告の受けた悲惨な損害を思えば同情を禁じ得ない」とまで判示しながら、Aの請求を棄却した。判決は、警官・検事・予審判事の行為については国賠法施行以前のものであり、またその施行以前に公権力の発動に対して私法である不法行為法が適用されたことはなく、ポツダム宣言受諾以降も公法と私法の二元性は否定されていない、として賠償責任を否定した。また、当時公判廷に提出されていた各証拠を勘案すれば、一審・控訴審裁判所が有罪判決を下したことにも過失は認められない、とした。
一方この判決は、
と判示し、国賠法上の違法性判断における結果違法説を示した初期の例でもある。しかしこの判決は、裁判制度の手続きの限定性を論拠とする点や、故意過失論についての論議では対立証拠も吟味した上で、むしろ職務行為基準説以上に結果論的見方を排斥している点で射程範囲を極限しており、結果違法説の代表例とは言い難い。またこの判決に対しては、国賠訴訟は既判力や争点効、紛争の蒸し返し禁止を射程範囲外としている、違法を断定するには当事者に対する手続的保障があることを前提とする法律構成に欠ける、などの批判もある。

### 国賠控訴審判決
Aは判決を不服として控訴したが、1971年（昭和46年）11月25日、東京高裁第一四民事部の西川美数裁判長は控訴棄却の判決を下した（その後確定）。
控訴審判決は個々の争点については一審と同様の判断を下したが、国賠法上の違法性判断については
と述べ、一審判決の見解を否定している。一審判決が示した結果違法説は、直後の翌1969年4月に松川事件国賠一審判決が示した職務行為基準説によって（不完全ながら）反論されており、本判決もそれと同説を採るものである。